# Сич вохристолобий
Сич вохристолобий (Aegolius harrisii) — вид птахів родини совових (Strigidae). Поширений в Південній Америці.

## Назва
Видова назва «harrisii» присвячена американському орнітологу Едварда Гарріса (1799 — 1863).

## Поширення
Сич вохристолобий живе у відкритих лісових ландшафтах у високогір'ях Південної Америки від Колумбії на південь і схід до Перу, північної Аргентини та північно-західного Парагваю . Його ареал розділений навпіл басейном Амазонки, де він не може жити.

## Підвиди
- Aegolius harrisii harrisii (Cassin, 1849) — зустрічається від Венесуели, Колумбії через Еквадор до Перу;
- Aegolius harrisii iheringi (Sharpe, 1899) — поширений у Парагваї, південно-східній Бразилії, Уругваї та північно-східній Аргентині;
- Aegolius harrisii dabbenei Olrog, 1979 — зустрічається в західній Болівії та північно-західній Аргентині.

## Опис
Птах досягає довжини тіла близько 20 см, вага — 130 г. Верх птаха темно-коричневий зі світлою кремовою смугою на плечі, що тягнеться через шию. Черево жовтувато-буре з темною смугою на грудях. Назва походить від плям на обличчі зі світло-жовтим чолом і щоками.

## Спосіб життя
Дуже мало відомо про його екологію та спосіб життя; він був знайдений в основному на відкритій, переважно обробленій місцевості на висоті до 3800 метрів. Він веде нічний спосіб життя, полює на гризунів та інших дрібних ссавців, але може також ловити птахів і комах. Гніздо розміщують у дуплі на дереві.